# Claude Nordmann
Pour les articles homonymes, voir Nordmann.
Claude Nordmann, né le 1er avril 1923 à Paris et mort le 18 avril 1985 dans cette même ville, est un historien français, spécialiste de l'histoire de la Suède.

## Biographie
Spécialiste du monde scandinave, des pays bordant la Baltique et de l'Écosse aux XVIIe et XVIIIe siècles, Claude Nordmann est notamment professeur aux universités de Lille-III, à Saïgon au Vietnam et à Stanford aux États-Unis. Il est membre du Centre d'histoire de la région du Nord et de l'Europe du Nord-Ouest,.
Lors de la Seconde Guerre mondiale, Claude Nordmann est résistant dans les corps-franc de la Montagne Noire. Il est fait prisonnier par les Allemands, s'évade et participe au sein des Forces françaises libres à la libération de l'Alsace.

## Publications sélectives
- La crise du Nord au début du XVIIIe siècle, R. Pichon et R. Durand-Auzias, Paris, 1956.
- Grandeur et liberté de la Suède (1600–1792), Nauwelaerts, Louvain/Paris, 1971.
- La montée de la puissance européenne, 1492–1661, Presses universitaires de France, Paris, 1974.
- Gustave III : un démocrate couronné, Presses Universitaires du Septentrion, Villeneuve-d'Ascq, 1986.  (ISBN 2859392726)